# 横手村
横手村（よこてむら）は、かつて熊本県の北部、飽託郡にあった村である。

## 地理
- 河川：井芹川

## 歴史
- 1889年4月1日 - 町村制が施行。一村単独村政で飽田郡横手村となる。
- 1896年4月1日 - 飽田郡と託麻郡が合併し飽託郡となる。
- 1921年6月1日 - 熊本市に編入。